# Ravensbourne-Nationalpark
Der Ravensbourne-Nationalpark (engl.: Ravensbourne National Park) ist ein Nationalpark im Südosten des australischen Bundesstaates Queensland. Er liegt 60 Kilometer westlich von Brisbane und 33 Kilometer westlich von Esk über dem Lockyer Valley.

## Flora und Fauna
Kleine Flecken von subtropischem Regenwald und feuchtem Eukalyptuswald, die früher diesen Teil der Great Dividing Range vollständig bedeckten, sind im Park erhalten geblieben. Auf Roterdeböden im Süd- und Südwestteil des Parks wächst Regenwald mit Eukalypten, Piccabeen-Palmen (Archontophoenix cunninghamiana), Lianen, Pilzen und Geweihfarnen (Platycerium). Auf den Sandböden im Ostteil des Parks wächst ein eher lichter Eukalyptuswald.
Mehr als 80 Vogelarten wurden im Park beobachtet, z. B. Grünlaubenvögel (Ailuroedus crassirostris), Lärmpittas (Pitta versicolor), Cinclosomatide (Psphodes olivaceus) oder Langschwanz-Fruchttauben. Auch Haubenfruchttauben, Goldbauchschnäpper, Weißbrauen-Sericornis (Sericornis frontalis), graue Fächerschwänze (Rhipidura albiscapa), Schwarzbrust-Laufhühnchen (Turnix melanogaster), Rotschwanz-Rabenkakadus und Braunkopf-Rabenkakadus.

## Einrichtungen und Zufahrt
Zelten ist im Park nicht gestattet, aber es gibt viele kurze Wanderwege und Picknickplätze.
Der Ravensbourne-Nationalpark ist vom New England Highway (Ausfahrt Hampton) aus zu erreichen. Von dort fährt man 16 Kilometer nach Osten zum Park. Auch vom Brisbane Valley Highway (Ausfahrt Esk) ist der Nationalpark zu erreichen. Von Esk aus fährt man 33 Kilometer nach Westen.